# Džej Ramadanovski
Džej Ramadanovski (Beograd, 29. travnja 1964. – Beograd, 6. prosinca 2020.) bio je srbijanski pjevač romskog i makedonskog podrijetla, poznat po svojim baladama.
Rođen je u višečlanoj obitelji postolara Mazlama i radnice gradskog zelenila Barije Ramadanovski kao jedino muško dijete. Obitelj potječe iz općine Resan u Sjevernoj Makedoniji. Svoje prve godine proveo je u Skenderbegovoj ulici na Dorćolu u Beogradu. Nakon razvoda roditelja jedno je vrijeme proveo kod bake po majci, a potom je, zbog sklonosti maloljetničkoj delikvenciji, vrijeme do punoljetnosti proveo u domovima za odgoj djece i mladeži. Tijekom boravka u domu izučio je autolakirerski zanat, a nakon odsluženja vojnog roka zaposlio se u Industriji poljoprivrednih strojeva "Zmaj" gdje se, međutim, nije dugo zadržao i vratio se životu ulice i sitnom kriminalu. U to se vrijeme amaterski se bavio glazbom.
Upoznavši Marinu Tucaković, odlučuje se na prvi ozbiljniji korak u bavljenju glazbom. S pjesmom „Zar ja da ti brišem suze” sudjeluje na festivalu MESAM 1987. godine i osvaja drugo mjesto. Tijekom 1990-ih bio je popularan u cijeloj bivšoj Jugoslaviji. Dok je bio na vrhuncu popularnosti, gostovao je u inozemstvu (Njemačka, Švedska, Kanada, SAD).
O njemu je snimljen srpski film Nedjelja.